# Enebakks kommun
Enebakks kommun (norska: Enebakk kommune) är en kommun i landskapet Follo i Akershus fylke i sydöstra Norge. Kommunens centralort är tätorten Kirkebygda. Angränsande kommuner är Oslo, Lørenskog, Rælingen, Lillestrøm, Indre Østfold och Nordre Follo. Enebakks kyrka är en praktfull medeltidskyrka.   
Från början bestod Enebakk av de fyra fjärdingarna Strandafjerdingen, Kirkebygdfjerdingen, Dalefjerdingen och Ytrefjerdingen. I dag består i stort sett samma gränser och på grund av de stora avstånden sker det dagliga livet ganska åtskilt i de fyra fjärdingarna. Strandafjerdingen heter numera Flateby, och har sitt centrum på en annan plats än tidigare.
Konstnären Erling Enger bodde och arbetade i Enebakks kommun och har skildrat bygden i ett stort antal målningar.

## Administrativ historik
Enebakks kommun upprättades den 1 januari 1838 (som Enebak formannskapsdistrikt) när Formannskapslovene från 1837 trädde i kraft.
Den 1 januari 1962 överfördes den del av kommunen som låg öster om sjön Øyeren (området kring byn Enebakkneset med 379 invånare) från Enebakks kommun till Fets kommun.

## Kommunvapen
Kommunvapnet bildas av fyra blad av ormbär (norska: firblad) på en grön bakgrund. Varje blad symboliserar en fjärding.  

## Tätorter
I Enebakks kommun finns tre tätorter:
- Flateby
- Kirkebygda (centralort)
- Ytre Enebakk

## Socknar
Inom Norska kyrkan motsvaras Enebakks kommun av Enebakks socken i Nordre Follo prosteri i Borgs stift.